# Грюст (святой)
Грюст (VII век) — исповедник из Денбишира. День памяти — 1 декабря.
Святой Грюст (Grewst, Grwst, Gwrwst, Gwrst, Gorwst, Gorst ap Gwaith Hengaer) был 
сыном Gwaith Hengaer ap Elffin, принца Регеда, что в Камбрии, и девицы Эйронви (Euronwy ferch) Clydno Eiddin, принцессы Дин Эйдина (Din Eiddin) (Эдинбург, Лотиан), что сделало его внуком короля Уриена.
Он был известен своей святостью в Уэльсе. Его особо почитают в селении Лланрист (Llanrwst), Денбишир, основателем которого он считается.